# Ottilia
Ottilia ist ein weiblicher Vorname.

## Herkunft und Bedeutung
Der Name Ottilia ist altdeutscher Herkunft und enthält das Namenselement od- „Besitz“. Varianten des Namens sind Odilia und Ottilie. 

## Namensträgerinnen
- Ottilia von Fürstenberg (1549–1621), Priorin des Klosters Oelinghausen sowie Äbtissin des freiweltlichen adligen Damenstifts Heerse
- Ottilia Schenk von Siemau († 1529), von 1522 bis 1529 Äbtissin des Klosters Himmelkron